# Xintoísmo estatal

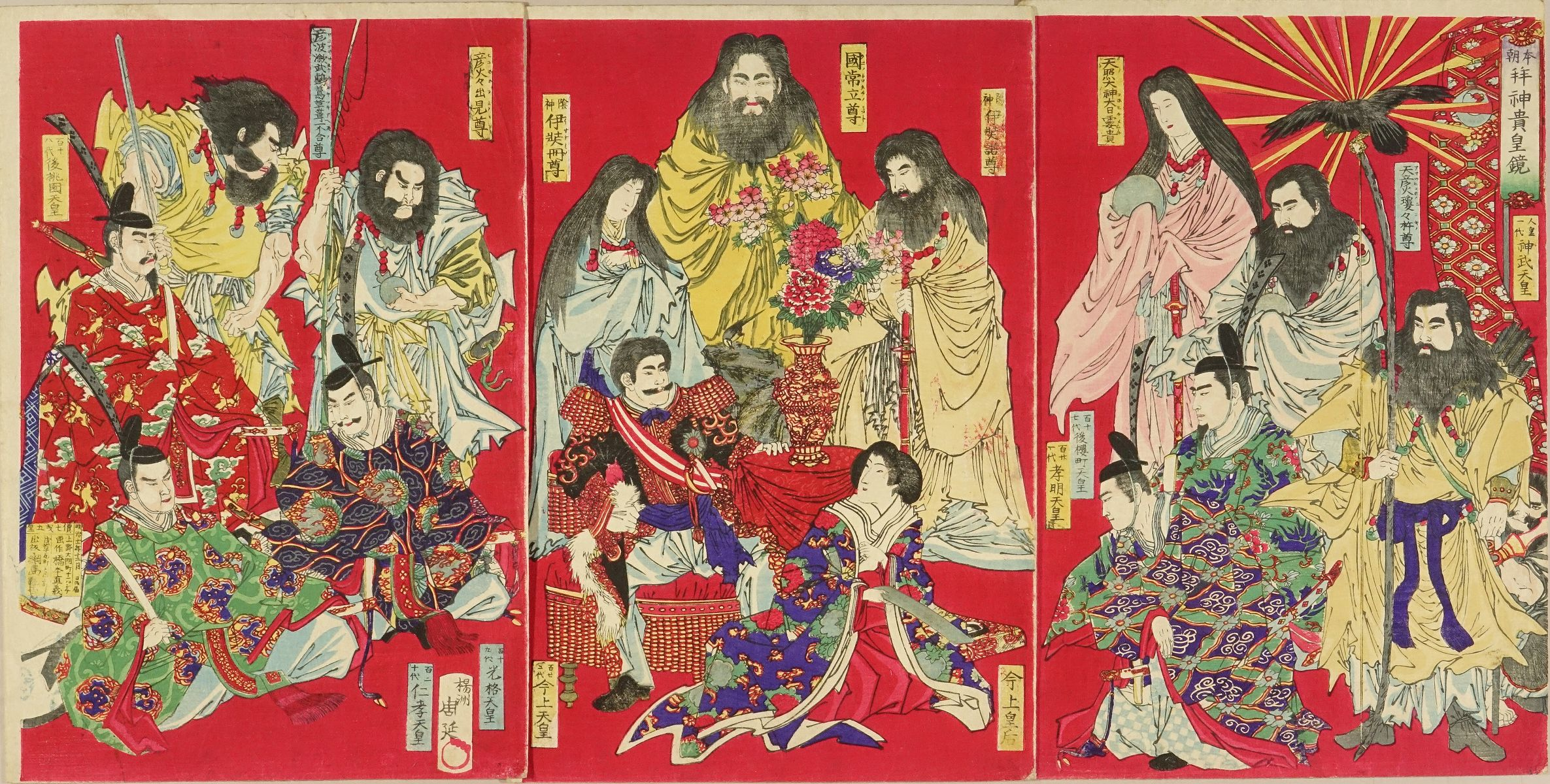
Gravura de Toyahara Chikanobu (1838 - 1912), feita em 1878, mostrando o Imperador Meiji (sentado no centro) e sua esposa a Imperatriz Shoken (sentada a seu lado). são acompanhados na parte superior (da esquerda para a direita) pelos kami Izanami, Kunitokotatchi e Izanagi, e à sua direita pelos kami Amaterasu (na parte superior, carregando os Tesouros Sagrados), Ninigi (neto de Amaterasu, à direita desta) e o Imperador Jimmu (1º Imperador do Japão, portando o arco coroado com a águia), juntamente com a Imperatriz Go-Sakuramachi (117º Imperador, à esquerda do Imperador Jinmu e desenhada como homem na gravura) e o Imperador Komei (121º Imperador, à esquerda da Imperatriz Go-Sakuramachi). À sua esquerda acompanham-no os kami Hiko-hohodemi (filho de Ninigi e avô do Imperador Jimmu, vestido de branco) e Ugayafukiaezu (neto de Ninigi e pai do Imperador Jinmu, vestido de amarelo), assim como o Imperador Go-Momozono (118º Imperador, vestido de vermelho), o Imperador Kokaku (119º Imperador, vestido de negro) e o Imperador Ninko (120º Imperador, vestido de verde). Durante a instituição do xintoísmo estatal promoveu-se e elevou-se a divindade do Imperador, como essência da unidade da nação, criando uma árvore genealógica que remonta até ao primeiro imperador e daí às divindades mais importantes da mitologia japonesa.

O xintoísmo estatal (国家神道, Kokka Shintō) foi a denominação da ideologia promovida pelo governo do Japão, desde inícios da era Meiji até à sua derrota na Segunda Guerra Mundial e que se baseava inicialmente na prática sustentada do xintoísmo, com a fusão dos ritos realizados na Corte Imperial e os ritos realizados nos santuários, e que se transformou na religião de Estado do Império do Japão. Esta ideologia teve um carácter nacionalista e culturalmente conservador,  com a reconstrução dos originais e puros costumes nacionais antes da chegada dos sistemas de crenças de fé estrangeiros (budismo, confucionismo, taoísmo, cristianismo) ao Japão. No entanto, há discrepâncias sobre se o xintoísmo estatal é propriamente uma religião independente já que tal não está claramente comprovado tanto historicamente como no âmbito religioso-científico; mais é uma ordem moral, ética e de respeito com toques de misticismo. Segundo o historiador Kuroda Toshio, a concepção do xintoísmo como uma religião nativa só se desenvolveu com a aparição do Kokugaku por Motoori Norinaga. Esta opinião, não obstante, não está considerada sob algumas circunstâncias sobre a delimitação do xintoísmo como religião ou como um costume secular.
O termo "xintoísmo estatal" não foi originalmente um termo japonês, e começou a mencionar-se em finais do século XIX fora do Japão por nipólogos estrangeiros. A sua tradução para a língua japonesa não se fez oficial até ter terminado a Segunda Guerra Mundial, para descrever num sentido amplo estes ideais, ritos e instituições xintoístas criados pelo governo para promover a divindade do Imperador do Japão e a identidade nacional japonesa (kokutai) e distingui-la do xintoísmo praticado desde a pós-guerra até hoje em dia, convertida numa das tantas religiões que existem no Japão e que só se limita aos santuários. Com a promulgação da Directiva Xintoísta (神道指令, Shintō Shirei) de 15 de Dezembro de 1945, o xintoísmo estatal foi definido de maneira clara nesse documento como "o ramo do xintoísmo que se diferencia por lei do xintoísmo de seita". Os éditos e disposições administrativas que inspiraram a criação do xintoísmo estatal como tal foram:
1. A separação em 1882 dos papéis de missionário do Estado e dos sacerdotes xintoístas;
2. A criação da Oficina Xintoísta (神社局, Jinja kyoku) em 1900 que desagregava a administração dos santuários de outras instituições religiosas.

Como consequência destas duas iniciativas administrativas, o santuário xintoísta (神社神道, Jinja Shintō) foi considerado como sinónimo do xintoísmo estatal ou do xintoísmo nacional, e a supervisão e administração dos santuários e ritos xintoístas eram um assunto nacional de grande importância. Entre as medidas administrativas mais importantes contam-se a fundação de um sistema de santuários imperiais e nacionais (官国幣社, Kankoku Heisha) a partir dos fundos estatais, a apresentação de oferendas (神饌, shinsen) a santuários municipais, prefeiturais e de outros tipos, e a sistematização de ritos e sacerdotes dos santuários xintoístas. Estes sistemas mantiveram-se através da promulgação de leis e medidas administrativas de vários tipos, mas tecnicamente não havia um marco legal sistemático oficial que os definisse totalmente. Os sistemas formaram-se através da promulgação de uma série de leis individuais e estratégias administrativas. Em consequência, o xintoísmo estatal foi em termos de legalidade extremamente instável. De facto, o governo procurou de maneira sustentada a unificação dos diferentes sistemas de santuários e conformar um marco legal universal, mas foi em vão. Como parte dos seus esforços para criar um sistema unificado, o governo também convocou numerosos comités de investigação. O mais importante foi o Comité de Investigação do Sistema de Santuários (神社制度調査会, Jinja Seido Chōsakai) estabelecido em 1929, que procurava conduzir uma revisão drástica das disposições administrativas aos santuários. Entre as propostas, apoiava-se na administração de santuários como o santuário Yasukuni por um lado e a criação do Instituto de Divindades (神祇院, Jingiin) por outro.
Em 1868, com o estabelecimento do governo Meiji, foi estabelecida a liberdade de culto com certas condições e formou-se um organismo governamental que concentrou todos os assuntos religiosos e a sua administração com o fim de fazer cumprir a ordem governamental de separar o budismo do xintoísmo; posteriormente em 1871, todos os santuários xintoístas no Japão converteram-se em propriedade do governo central (subordinados ao Ministério do Interior ou ao Ministério da Educação). Após a rendição japonesa na Segunda Guerra Mundial, o Comandante Supremo das Forças Aliadas dissolveu este complexo sistema, pondo fim ao xintoísmo estatal.